# Sucesos de Yeste

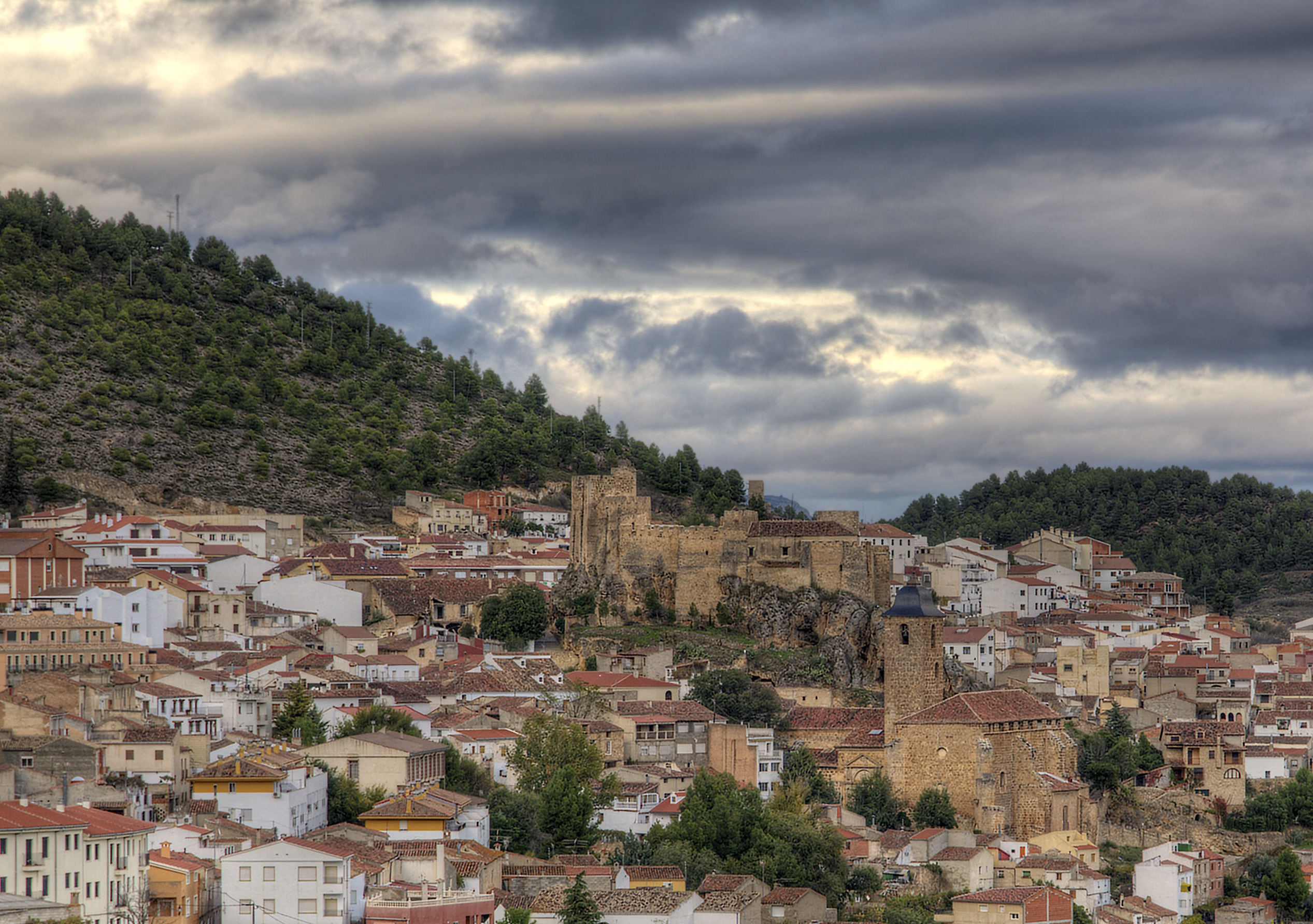
La localidad de Yeste en la actualidad.

Los Sucesos de Yeste aluden al sangriento enfrentamiento entre campesinos y agentes de la Guardia Civil que tuvo lugar en el municipio de Yeste, provincia de Albacete, el 29 de mayo de 1936. Este trágico episodio se enmarca en un contexto nacional de conflictividad social y fuerte agitación política en las semanas previas al estallido de la Guerra Civil. Un guardia civil resultó muerto por arma blanca y otros 14 heridos, de los 25 que eran, cuando una multitud intentó liberar a seis jornaleros que habían sido detenidos por resistirse a dejar de cortar árboles y labrar en unas tierras de propiedad privada que en otros tiempos habían sido comunales. Los guardias civiles dispararon y mataron a 17 personas, dos de ellas concejales, e hirieron 13 más. Lo sucedido en Yeste trajo a la memoria de mucha gente los sucesos de Casas Viejas de enero de 1933. Según el historiador Francisco Espinosa Maestre, los sucesos de Yeste constituyeron «la última matanza de campesinos antes del golpe militar». Por su parte el general de la Guardia Civil Francisco Aguado Sánchez atribuye toda la responsabilidad en lo que él llama el «motín de Yeste» a los campesinos y a las autoridades locales de izquierdas.
«El suceso puso sobre el tapete un asunto fundamental: el cuestionamiento de los derechos de propiedad privada sobre antiguas fincas comunales», afirma Sergio Riesco. De hecho tras conocerse los hechos se aceleró la discusión del proyecto de ley que se había presentado en las Cortes sobre la reversión a los ayuntamientos de los bienes comunales. Por su parte Gabriele Ranzato considera «la matanza perpetrada en Yeste» como un ejemplo de que «la Guardia Civil —si bien sus mandos habían sido sometidos a una depuración radical— continuaba interviniendo en el campo con extrema brutalidad y fuera de control de otras autoridades». «El ensañamiento de las fuerzas del orden fue similar a aquel con el que habían actuado durante el sangriento episodio de Casas Viejas en enero de 1933. [...] El eco de lo sucedido en Yeste fue, en cambio, decididamente menor». Según Stanley G. Payne, «este sangriento incidente refleja los sentimientos de desesperación y rabia entre los obreros pobres, así como su extrema hostilidad y agresividad y también la tan demostrada inadecuación de la Guardia Civil —tanto en entrenamiento como en equipos— para ocuparse humanamente del control de las multitudes, aunque en este caso habría sido muy difícil sin un mayor número de guardias».
Los sucesos de Yeste fueron narrados por el escritor Juan Goytisolo en su novela Señas de identidad.

## Antecedentes
Yeste contaba a comienzos de los años treinta con más de diez mil habitantes, si bien la mayoría de la población vivía diseminada en las pequeñas aldeas, caseríos y cortijos de este extenso y montañoso municipio. La economía local se sustentaba esencialmente en la agricultura y la explotación forestal. No obstante, la construcción del embalse de Fuensanta redujo la superficie de cultivo del municipio e impidió la conducción de maderas por los ríos Segura y Tus sin que se construyeran los caminos prometidos para el transporte alternativo de la madera ni se pusieran en regadío las hectáreas prometidas (la Mancomunidad Hidrográfica del Segura, dominada por los intereses murcianos, "saboteaba cuanto tendiese a establecer aprovechamientos en la provincia de Albacete".)
Lo anterior, sumado a la alta concentración de la tierra cultivable, ya de por sí escasa, y a la Ley de Términos Municipales, que dificultaba la contratación de los jornaleros yesteros en otros municipios, agravó el malestar de los habitantes de Yeste tras la finalización de las obras del pantano, en julio de 1933. En ese mismo mes los propietarios de los montes aislados por el embalse se negaron a pagar impuestos, la autoridad municipal dimitió, los obreros declararon una huelga el 22 de julio y los más exaltados cortaron la línea telefónica y se plantearon volar las compuertas del pantano con dinamita sustraída de las obras. Así, Edmundo Alfaro, diputado republicano radical por Albacete, intervino en las Cortes con la siguiente afirmación:

El pueblo tomará represalias enérgicas, y yo me creo en el deber de advertir que si llegaran hasta el pantano y consiguieran volar las compuertas, Murcia capital y Orihuela desaparecerían por completo.

Una de las aldeas de Yeste más afectadas por la inauguración del pantano era la de La Graya puesto que «la supervivencia de unas mil familias dependía en gran parte de las explotaciones forestales y de otras actividades que realizaban en la zona que quedó sumergida, mientras que los restantes bosques situados en las colinas no podían ser explotados económicamente por la razón contraria, es decir, la gran distancia que mediaba entre los troncos talados y el agua necesaria para transportarlos». Tras el triunfo del Frente Popular en las elecciones de febrero de 1936, las nuevas autoridades de izquierda de Albacete abrieron algunas tierras públicas de poca extensión para que los obreros locales explotaran su madera de manera privada, lo que, sin embargo, no acabó con el grave problema del desempleo. Así que en la primavera algunos grupos de jornaleros en paro comenzaron a entrar en las propiedades privadas para talar árboles y cultivar la tierra. Los propietarios se quejaron y la Guardia Civil intervino para poner fin a estas actividades ilegales.

## Hechos
Las sucesivas crisis de los distintos gobiernos republicanos habían pospuesto sine die la búsqueda de soluciones para la problemática social de Yeste. En este contexto, al que cabe añadir el resquemor de las clases populares del municipio por la presunta malversación de las tierras comunales que habían acometido los caciques locales décadas atrás, se produjeron los dramáticos hechos de mayo de 1936. El historiador e hispanista británico Paul Preston los relata así:

El 28 de mayo, un grupo de jornaleros en paro de la pedanía de La Graya, acompañados de sus mujeres e hijos, habían talado árboles para hacer carbón y luego había empezado a arar el suelo en la finca de La Umbría. Antiguamente tierra comunal, La Umbría pertenecía entonces al cacique más poderoso de la zona, Antonio Alfaro, que hizo ir a 22 guardias civiles.
La mayoría de los aldeanos huyeron, pero 6 se quedaron. Después de pegarles, los agentes los llevaron a La Graya, donde prosiguieron los malos tratos. En la madrugada siguiente, una multitud de trabajadores de las pedanías vecinas se reunieron y, cuando se procedía al traslado de los prisioneros al pueblo de Yeste, los siguieron para impedir que se aplicara la Ley de Fugas. La multitud creció y, al llegar a Yeste, se acordó que los prisioneros fueran puestos en libertad bajo la custodia del alcalde. Cuando la multitud avanzó para dar la bienvenida a los liberados, uno de los agentes se dejó llevar por el pánico y disparó un tiro. Acto seguido, en la desbandada murió un guardia civil; sus compañeros abrieron fuego sobre los lugareños y persiguieron luego a los campesinos que escaparon hacia las montañas, matando a un total de 17 personas, entre ellas el teniente de alcalde, e hirieron a muchas más. Ante el temor de que los guardias civiles volvieran y quemaran La Graya, los aldeanos se refugiaron en las pedanías de los alrededores. Cincuenta miembros de la FNTT fueron arrestados, entre ellos Germán González, el alcalde socialista de Yeste.

Stanley G. Payne difiere del relato de Preston en un punto importante: que la primera agresión que acabó desencadenando la masacre no fue la de un guardia civil que perdió los nervios y disparó un tiro, sino que fue uno de los jornaleros el que tras arrebatarle el fusil a un guardia civil lo mató. Luis Romero también asegura que los que iniciaron los incidentes fueron la «multitud de campesinos que esgrimían armas blancas y herramientas», que rodearon a los guardias civiles y los agredieron, causando la muerte de uno de ellos y varios heridos, «lo que provocó una reacción en extremo violenta por parte de los guardias, que empezaron a disparar sus armas reglamentarias. El resultado fue una hecatombe». Romero también contradice a Preston en otro punto: que no fue el «cacique más poderoso de la zona» el que hizo ir a la Guardia Civil, sino que la denuncia la presentó la Jefatura Hidrológica Regional «por el peligro que suponía la tala de pinos», según aseguró el ministro de la Gobernación Juan Moles en su intervención en las Cortes para explicar los hechos.
El general de brigada de la Guardia Civil Francisco Aguado Sánchez, primer director del Servicio de Estudios Históricos de la Guardia Civil creado en 1968, en su libro Historia de la Guardia Civil de 1985 dio otra versión de los hechos. En ella advertía que la comisión gestora «carecía de atribuciones legales» para autorizar la roturación del monte público, calificaba la actuación de los jornaleros en los montes privados de «desmán», insinuaba la connivencia del alcalde de Yeste con los «campesinos con talante visiblemente agresivo provistos de palos, horcas, hachas, pinchos pineros y algunas escopetas» y con los «elementos visiblemente díscolos», mencionaba que «entre los amotinados destacan numerosas mujeres que, con ademanes zafios  y provocadores, se levantan la ropa y gritan a los guardias civiles tirame aquí sí eres hombre» lo que contraponía a la valentía del hijo del Brigada Velando (herido en la cabeza) que consiguió rescatarlo de «la furia  de las turbas», y también que «los leñadores, a pesar de su enorme desproporción, son incapaces para hacer frente a los tres guardias». Para finalizar afirma que «las  versiones que se han escrito acerca del motín de Yeste han sido de lo más inexacto».

Poco después del triunfo en las urnas del Frente Popular, y tratando de encontrar alguna solución, fue nombrada una comisión gestora que tomó, como primera medida -aunque carecía de atribuciones legales para ello-, la de la corta de árboles y roturación de un monte público llamado Dehesa de Tus, para convertirlo en tierra de labor. Haciéndose partícipes de las determinaciones de la gestora los vecinos de La Graya, pedanía  de Yeste, roturaron por su cuenta y riesgo otro monte comunal llamado La Solana, en el que abatieron aproximadamente 9.000 pinos. Después pretendieron continuar la tala en otros montes de propiedad privada, cuyo dueños y arrendatarios requirieron de la autoridad GUBERNATIVA el auxilio y protección de la fuerza pública para poner coto al desmán. De esta forma unos días antes de finalizar el mes de mayo, son concentrados en La Graya un Cabo y seis Guardias Civiles, con la orden terminante de suspender la corta de pinos.

La presencia de los Guardias no es ni mucho menos del agrado de los mas exaltados, extendiéndose pronto la consigna entre el vecindario de que "al que de comida o alojamiento a los guardias civiles, se le prenderá la casa" . Es obvio advertir de que en La Graya no había puesto de la Guardia Civil.
El Cabo, ante la fría acogida con la que han sido recibidos, y convencido de la producción de graves y futuros incidentes, pues en una reunión celebrada por los leñadores estos acordaron continuar con la tala de pinos, manda un mensajero a Yeste con un pliego para el Brigada Comandante de Puesto, pero el emisario es secuestrado al salir de la aldea.
Conocida la irregularidad, en la mañana del 27 de mayo, el Brigada Félix Velando, jefe del puesto de Yeste, requiere al alcalde y ambos se encaminan a La Graya, donde llegan bastante avanzada la tarde. Obedeciendo las indicaciones del Brigada, el Alcalde aconseja a los leñadores que esperen a que la corta de pinos sea autorizada, las palabras de este finalizan con un elocuente "salud Camaradas, ya sabéis lo que tenéis que hacer" dicho con el puño en alto, pareció al Brigada que había un acuerdo soterrado entre el Alcalde y los leñadores. Ya entrada la noche, Alcalde y Brigada, tras encontrar una casa en la que alojar al destacamento, abandonan la aldea dirección Yeste, no sin antes manifestar el Alcalde al Cabo "que nada tienen que  temer". A los pocos minutos la casa donde ha sido acondicionada la fuerza pública es rodeada por un grupo de campesinos con talante visiblemente agresivo provistos de palos, horcas, hachas, pinchos pineros y algunas escopetas. Exigen que la Guardia Civil abandone la aldea, ante aquel comportamiento el Cabo ordena hacer varios disparos al aire, suficientes para dispersar a los alborotadores.
En previsión de ulteriores acontecimientos y por mutuo acuerdo entre el Gobernador Civil y el Jefe de la Comandancia, llegan a La Graya un Sargento y once Guardias Civiles, sumando un total de  diecisiete Guardias Civiles, un Cabo y un Sargento que con el fin de que el incidente ocurrido no vuelva a repetirse, son detenidos los seis taladores mas revoltosos en la casa donde se encuentra el destacamento de la Guardia Civil. La jornada del día 28 transcurre con total normalidad: los leñadores permanecen inactivos a la espera de la autorización para la tala prometida por el Alcade de Yeste. Pero nuevos campesinos, recién llegados de diversos puntos, entre los que destacan algunos elementos visiblemente díscolos, agitan a los demás predisponiéndolos contra la fuerza pública. La afluencia de mas lugareños induce a que, amparados en su gran número, acuerden por la brava la liberación de los detenidos en el destacamento, y por supuesto la reanudación de la tala de pinos.
Cuando el 29 amanece, la aldea de La Graya y el camino hacia Yeste aparece ocupado por unos dos mil campesinos visiblemente agresivos, esgrimiendo amenazadoramente sus útiles de trabajo. El Sargento había determinado trasladar a Yeste a los seis detenidos para entregarlos a la justicia como instigadores, y aunque algún vecino le avisó de las intenciones de los leñadores,  antes que soltarlos lo dispuso todo para su entrega a la autoridad; vista la crítica situación toda la fuerza concentrada en La Graya, menos una pareja que había salido anticipadamente para Yeste para informar de lo sucedido, es decir diecisiete Guardias Civiles acompañan a los seis taladores detenidos.
Conforme se alejan de la Aldea, y a prudencial distancia, dos mil campesinos, con patente talante agresivo, siguen a la Fuerza pública profiriendo gritos amenazantes. La tensión es enorme; Guardias Civiles y campesinos avanzan lentamente a la vez que se observan y vigilan de forma recíproca. Mientras tanto en Yeste el Brigada Velando es informado de la situación por la pareja que acaba de llegar y solicita ayuda al Capitán de su Compañía, pero los auxilios, por razones obvias de distancia y falta de medios, tardaran bastante en llegar. Como última alternativa el Brigada se entrevista con el presidente de la Comisión Gestora para que interceda pero la actitud de este es inflexible "no moverá un dedo" mientras los seis detenidos no sean puestos en libertad. El Brigada  Velando no puede desautorizar a sus hombres y la pretensión del presidente de la gestora discrepa totalmente con las órdenes recibidas del Gobernador. Como última salida se busca que los detenidos sean puestos en libertad bajo palabra de presentarse al día siguiente en el ayuntamiento para formalizar el atestado y luego el juez decidirá.
Félix Velando, con dos guardias civiles y un concejal, salen inmediatamente al encuentro de los que vienen de La Graya, con el fin de cumplir el pacto. Cerca de Yeste, los guardias civiles, con las armas prevenidas, han llegado a unos dos mil metros de Yeste en una curva del camino donde hacen un alto, todo ello  bajo una incesante demostración de insultos y denostaciones. Entre los amotinados destacan numerosas mujeres que, con ademanes zafios  y provocadores, se levantan la ropa y gritan a los guardias civiles " tirame aquí sí eres hombre".  Las alturas inmediatas aparecen llenas de campesinos vociferantes dispuestos a que la conducción no de un paso mas. El Sargento ordena el despliegue de sus hombres, toma medidas de seguridad con respecto a los detenidos y gana una pequeña altura; los grupos, cautelosos, se acercan desde varias direcciones y cuando la situación es mas tensa aparece el Brigada Velando. Se abre paso audazmente y anuncia a los amotinados la liberación de los seis detenidos bajo las condiciones acordadas. Los guardias contrariados, pero libres de su embarazosa situación, descienden al camino, tomando dirección Yeste, pero al doblar una nueva curva oyen varios gritos de "¡a por ellos!". En la primera acometida, diez guardias civiles son derribados; uno ha muerto, al haberle atravesado el cráneo un gancho pinero, los otros nueve tienen heridas de diversa consideración. La confusión es enorme. Rodeados por unos dos mil campesinos, sólo tres guardias consiguen escapar de la colisión parapetándose fuera del camino y disparando sus armas desesperadamente. El Brigada Velando, herido en la cabeza, cree llegado su final, cuando nota que alguien le arrastra hurtándolo de la furia  de las turbas. Se trata de su hijo, que ha acudido desde Yeste y se ha infiltrado entre los amotinados.
Aunque las armas han quedado abandonadas o en poder de los leñadores, estos a pesar de su enorme desproporción, son incapaces para hacer frente a los tres guardias, que desde su situación logran despejar el campo. La desbandada general se produce en pocos minutos; varios de los guardias logran rehacerse, recuperar sus armas y apoyar la acción de sus tres compañeros. Alejados los agresores, cogen el cadáver de su compañero muerto, auxilian a los heridos, varios de ellos graves y prosiguen su camino hacia Yeste. Un nuevo ataque se produce a la entrada del pueblo desde un bosquecillo cercano, la fuerza pública es blanco de varios disparos.

A las tres de la tarde cae el último de los atacantes, que hace el número diecisiete, mientras se entra en Yeste. El balance de los heridos es de treinta y cinco. La Guardia Civil ha tenido al guardia Pedro Domínguez Requena muerto y quince heridos, aunque ninguno escapó a los golpes. Las  versiones que se han escrito acerca del motín de Yeste han sido de lo más inexacto.

## Repercusiones
Al día siguiente de los sucesos de Yeste el Gobierno, temeroso de las reacciones de los largocaballeristas y comunistas, se reunió para tratar de lidiar con las consecuencias políticas de lo ocurrido, mientras que a la prensa local se le prohibía informar sobre ello. Sin embargo, Largo Caballero no aprovechó el asunto para derribar al Gobierno, y la UGT se limitó a presentar ante el Gobierno Civil de Albacete una solicitud de huelga, que fue denegada por indicación del Ministerio de la Gobernación. Y es que por aquel entonces se temía que una crisis en el Gobierno del Frente Popular fuese aprovechada de algún modo por el Ejército y la derecha, la cual denunciaba un clima de anarquía y desórdenes públicos. El socialista Ricardo Zabalza culpó de los sucesos a la miseria en que vivían los campesinos y «al desprecio y a la brutalidad con que los trataban muchas autoridades antirrepublicanas indignas de ocupar puestos de mando».
Ante la situación de pánico y el temor a represalias de buena parte de la población, dos días después acudieron a la localidad tres diputados (los socialistas José Prat y Amancio Muñoz Zafra, y el comunista Antonio Mije) para recabar información. Tras ser detenido su coche y cacheados por la Guardia Civil, el socialista José Prat, diputado por Albacete, solicitó al Ministerio de la Gobernación el relevo de los miembros del instituto armado en Yeste por guardias de Asalto. La Guardia Civil se negó a ser sustituida y solo aceptó el desplazamiento de seis guardias de Asalto con la condición de que estos últimos permanecieran bajo sus órdenes. Esta desobediencia del poder militar al gobernador civil de Albacete ha llevado al historiador Manuel Requena Gallego, de la Universidad de Castilla-La Mancha, a considerar «muy posible» que la Guardia Civil de Yeste estuviera ya entonces comprometida en el inminente pronunciamiento militar contra la República.
Los tres diputados elaboraron un informe sobre lo ocurrido que presentaron ante las Cortes. En él se señalaba como trasfondo de los sucesos la pérdida de bienes comunales, el caciquismo y la construcción del embalse de Fuensanta que había dejado en paro a muchas familias dedicadas al transporte fluvial de madera. La cuestión más grave que planteaba el informe era que la mayor parte de la víctimas habían muerto después del choque con la Guardia Civil y cuando ya se habían puesto a resguardo de los disparos o se encontraban heridos —algunas habían recibido el disparo cuando se encontraban tendidas en el suelo—. El informe señalaba como principal responsable al brigada que dirigía a los guardias civiles. José Prat concluyó su informe pidiendo «que no haya órganos públicos que tengan impunidad. La República, en definitiva, es un régimen de responsabilidad, y al Frente Popular le interesa que la responsabilidad brille porque es la justificación de la propia existencia». El comunista Mije, que intervino después, ratificó las palabras de su compañero y advirtió de las maniobras de la derecha para dividir al Frente Popular.
Quince diputados socialistas y comunistas presentaron ante las Cortes una proposición no de ley instando al Gobierno a que informase sobre lo acontecido en Yeste y las medidas adoptadas. La cuestión fue debatida en el hemiciclo el 5 de junio, sin que se produjeran fisuras entre los partidos del Frente Popular que sostenían al Gobierno, como habría deseado la oposición de derecha. El comunista Mije, miembro de la comisión parlamentaria que había visitado Yeste, intervino para culpar de lo ocurrido a los «caciques que despojaron al pueblo de sus bienes comunales y que han utilizado a la Guardia Civil en la realización de los crímenes». Intervino el ministro de la Gobernación Juan Moles para asegurar que los altos mandos de la Guardia Civil coincidían con él en que se debía castigar a los agentes que hubiesen cometido excesos. A diferencia del tiempo que dedicaron las Cortes a los sucesos de Casas Viejas de enero de 1933, el debate sobre lo ocurrido en Yeste duró menos de una hora. Según Gabriele Ranzato, «esto se debió a que, por un lado, la oposición de derechas era poco proclive a condenar a la Benemérita y, por el otro, tampoco la extrema izquierda quería precipitar la crisis de gobierno. Incluso [el diputado comunista] Mije, cuyo partido hacía poco que había pedido la disolución de la Guardia Civil, había mostrado, con un discurso de 'moderación desacostumbrado en su minoría' [según el diario La Vanguardia], cierta comprensión por su reacción inmediata ante la agresión de la que había sido objeto, condenando solo la represalia que llevó a cabo».
El 8 de junio el conocido periodista Javier Bueno publicó un artículo en el diario largocaballerista Claridad en el que rechazó que la responsabilidad por lo ocurrido fuera de algunos mandos concretos y denunció que no recayera en la forma de actuar habitual de las fuerzas de orden público. «El problema de la fuerza pública lo tiene planteado el régimen, quiera o no. Esa explicación de las "culpas individualizadas" no sólo se agota sino que apenas toca el gravísimo problema». A continuación señalaba la imposibilidad de que la República «pueda resolver de un plumazo esta grave situación derivada del hecho histórico indudable de tener la fuerza pública en España añejos resabios de impunismo... Realmente, en España, la fuerza pública está a las órdenes de las derechas cuando están en el poder y cuando no están».
El general de la Guardia Civil Francisco Aguado Sánchez en su Historia de la Guardia Civil de 1985 aporta una versión diferente sobre las repercusiones de los sucesos de Yeste, que él llama el «motín de Yeste» y en el que en su opinión «la fuerza pública actuó como es norma, defensivamente y en cumplimiento de órdenes de la autoridad gubernativa de acuerdo con sus reglamentos». Según este general de la Guardia Civil el gobierno del Frente Popular montó y toleró una «campaña de difamación» contra la Guardia Civil que «viose inmersa en una de las más tendenciosas manipulaciones». Por su parte los partidos y organizaciones de izquierda «intentaron sacar partido de lo ocurrido» recurriendo a la «demagogia» pero pronto comprobaron que «no había argumentos consistentes para su rentabilidad». Así, interpreta que el objetivo del «inmediato desplazamiento a Yeste de los diputados Manuel Mitje [sic] del PCE y Amancio Muñoz de Zafra del PSOE, entre otros» fue «dar a su correligionarios la "debida versión"», en lo que también colaboró el Socorro Rojo Internacional. Cuando alude a la actuación del gobierno de Casares Quiroga trae a colación «la arbitraria destitución del general José Sanjurjo» y vuelve a repetir la difamación de que en los sucesos de Casas Viejas el capitán Rojas actuó cumpliendo «las estrictas órdenes del jefe del ejecutivo» Manuel Azaña, en ese momento presidente de la República. Del presidente del gobierno Santiago Casares Quiroga el general Aguado Sánchez dice que, «por propio egoísmo personal», «entrevió  prontamente que una campaña de descrédito contra la Guardia civil no era ni mucho menos beneficiosa en aquellas fechas», pero para no perder «credibilidad ante las masas» culpó del «motín» a los anarquistas. Por otro lado el general niega los excesos de los guardias civiles en los hechos y afirma que su actuación fue un «derroche de valor y temeridad» pues «tres guardias civiles lograron dispersar a dos mil amotinados». Sobre la intervención en el Congreso de Manuel Mitje (vuelve a utilizar este nombre para referirse al diputado comunista Antonio Mije, que formó parte de la comisión parlamentaria que visitó Yeste) el general Aguado Sánchez dice que «exculpó, hábilmente al ejecutivo para que toda la responsabilidad recayese sobre la fuerza pública». «La maniobra, pues, estuvo muy bien planificada». «Libre de culpa el ejecutivo» se procesó al brigada Félix Velando quien tras el «18 de julio» «logró evadirse a la zona sublevada».